# Borrelia burgdorferi
Borrelia burgdorferi – mikroaerofilna bakteria Gram-ujemna o kształcie krętka średnicy 0,3-0,5 µm i długości 20-30 µm powodująca w Ameryce Północnej najczęściej spośród krętków Borrelia chorobę zakaźną – boreliozę. W Europię chorobę najczęściej wywołują krętki: B. garinii oraz B. afzelii. Wektorem transmisji choroby jest kleszcz z rodzaju Ixodes. Rezerwuarem są małe i średnie ssaki takie jak ryjówki, myszy, wiewiórki, zające, a także ptaki leśne, m.in. kosy i drozdy. 
Bakteria ta została nazwana dla uczczenia amerykańskiego naukowca szwajcarskiego pochodzenia Willy’ego Burgdorfera, który odkrył ją w 1982 roku.
B. burgdorferi (szczep B31) jest trzecią bakterią, u której zsekwencjonowano genom; składa się on z 910725 par zasad i zawiera 853 geny. Zakażenie B. burgdorferi zostało powiązane z występowaniem chłoniaków nieziarniczych.

## Zakażenie
Wyróżnia się 3 fazy zakażenia, które najłatwiej zaobserwować u ludzi:
1. stadium wczesne ograniczone – 7–30 dni po ukąszeniu – najbardziej charakterystycznym objawem jest tzw. rumień wędrujący – czerwone przebarwienie w miejscu ugryzienia, które przejaśnia się w centralnej części, w tym czasie bakteria bytuje w skórze; dodatkowo mogą wystąpić objawy grypopodobne: bóle głowy, mięśni, stawów;
2. stadium wczesne rozsiane – bakterie przedostają się do narządów (serca, narządów ruchu, układu nerwowego itp.) dając niespecyficzne objawy neurologiczne i sercowe – po 2-3 miesiącach od kontaktu z kleszczem;
3. stadium późne – wiele miesięcy lub lat po zakażeniu może dojść do trwałego uszkodzenia zajętych narządów i w skrajnych wypadkach do śmierci chorego.

## Diagnostyka
Testy serologiczne na obecność Borrelia burgdorferi: